# Stictoptera signifera
Stictoptera signifera är en fjärilsart som beskrevs av Walker 1857. Stictoptera signifera ingår i släktet Stictoptera och familjen nattflyn. Inga underarter finns listade i Catalogue of Life.